# Киселица (община Царево село)
Вижте пояснителната страница за други значения на Киселица.
Киселица (на македонска литературна норма: Киселица) е село в община Царево село на Северна Македония.

## География
Селото се намира в областта Осоговия в южното подножие на планината Осогово до границата с Република България.

## История
В началото на XX век Киселица е село в Малешевската каза на Османската империя. Според статистиката на Васил Кънчов („Македония. Етнография и статистика“) в 1900 година Киселица е малко село със 122 души жители българи християни.
Цялото християнско население на селото е под върховенството на Българската екзархия. По данни на секретаря на екзархията Димитър Мишев („La Macédoine et sa Population Chrétienne“) в 1905 година в Киселица има 144 българи екзархисти и в селото функционира българско училище.
Преди Балканската война в Киселица има турска жандармерийска станция, квартирува и войска. При избухването на войната в 1912 година 3 души от Киселица са доброволци в Македоно-одринското опълчение.
По време на българското управление на Вардарска Македония през Първата световна война Киселица е част от Драмчанска община в Царевоселска околия на Щипски окръг и има 231 жители.
Според преброяването от 2002 година селото има 35 жители.
| Националност     | Всичко |
| северномакедонци | 34     |
| албанци          | 0      |
| турци            | 0      |
| роми             | 0      |
| власи            | 0      |
| сърби            | 1      |
| бошняци          | 0      |
| други            | 0      |